# رئيس وزراء ماليزيا
رئيس وزراء ماليزيا(بالملايو Perdana Menteri)، هو رئيس الحكومة المنتخب بطريقة غير مباشرة في ماليزيا. ويرشح عادة عن طريق الحاكم الأعلى في ماليزيا، وقائد أكثر الأحزاب شعبية في مجلس النواب الإتحادي، والمنتخبين لبرلمان ماليزيا. ويقوم رئيس الوزراء برئاسة مجلس الوزراء الماليزي، والذي يتم اختيار أعضاؤه عن طريق الحاكم الأعلى في ماليزيا، واستشارة رئيس الوزراء. منذ تشكيل ماليزيا عام 1963 وكان رئيس الوزراء من حزب المنظمة العامة للملايو المتحدين، أكبر تجمع حزبي في ماليزيا. رئيس الورزاء الحالي هو أنور إبراهيم منذ 24 نوفمبر 2022، حيث تولى المنصب بعد الانتخابات العامة في نوفمبر 2022 التي أفرزت برلمانًا مُعلقًا.

## قائمة رؤساء وزراء ماليزيا
Alliance Party (2)   الجبهة الوطنية
```
(6) 
 
 
تحالف الأمل

(2) 
 
 
التحالف الوطني

(1)
```

| #                                                                                 | الصورة                                                                            | رئيس الوزراء (الميلاد–الوفاة) الدائرة الانتخابية                                  | الفترة                                                                            | الفترة                                                                            | الفترة                                                                            | الانتخابات                                                                        | الحزب                                                                             | الحزب                                                                             | مجلس الوزراء الماليزي                                                             | يانغ دي-برتوان أغونغ                                                                               |
| #                                                                                 | الصورة                                                                            | رئيس الوزراء (الميلاد–الوفاة) الدائرة الانتخابية                                  | استلم المنصب                                                                      | ترك المنصب                                                                        | المدة                                                                             | الانتخابات                                                                        | الحزب                                                                             | الحزب                                                                             | مجلس الوزراء الماليزي                                                             | يانغ دي-برتوان أغونغ                                                                               |
| --------------------------------------------------------------------------------- | --------------------------------------------------------------------------------- | --------------------------------------------------------------------------------- | --------------------------------------------------------------------------------- | --------------------------------------------------------------------------------- | --------------------------------------------------------------------------------- | --------------------------------------------------------------------------------- | --------------------------------------------------------------------------------- | --------------------------------------------------------------------------------- | --------------------------------------------------------------------------------- | -------------------------------------------------------------------------------------------------- |
| 1                                                                                 |                                                                                   | تونكو عبد الرحمن (1903 – 1990) عضو برلمان عن Kuala Kedah                          | 31 أغسطس 1957                                                                     | 22 سبتمبر 1970                                                                    | 13 سنوات و23 أيام                                                                 | 1955                                                                              |                                                                                   | Alliance (المنظمة الوطنية الملايوية المتحدة)                                      | Rahman I                                                                          | عبد الرحمن حاكم نكري سمبيلن حسام الدين عالم شاه هارون بوترا إسماعيل ناصر الدين شاه عبد الحليم معظم |
| 1                                                                                 | 1959                                                                              | تونكو عبد الرحمن (1903 – 1990) عضو برلمان عن Kuala Kedah                          | 31 أغسطس 1957                                                                     | 22 سبتمبر 1970                                                                    | 13 سنوات و23 أيام                                                                 | Rahman II                                                                         |                                                                                   | Alliance (المنظمة الوطنية الملايوية المتحدة)                                      |                                                                                   | عبد الرحمن حاكم نكري سمبيلن حسام الدين عالم شاه هارون بوترا إسماعيل ناصر الدين شاه عبد الحليم معظم |
| 1                                                                                 | 1964                                                                              | تونكو عبد الرحمن (1903 – 1990) عضو برلمان عن Kuala Kedah                          | 31 أغسطس 1957                                                                     | 22 سبتمبر 1970                                                                    | 13 سنوات و23 أيام                                                                 | Rahman III                                                                        |                                                                                   | Alliance (المنظمة الوطنية الملايوية المتحدة)                                      |                                                                                   | عبد الرحمن حاكم نكري سمبيلن حسام الدين عالم شاه هارون بوترا إسماعيل ناصر الدين شاه عبد الحليم معظم |
| 1                                                                                 | 1969                                                                              | تونكو عبد الرحمن (1903 – 1990) عضو برلمان عن Kuala Kedah                          | 31 أغسطس 1957                                                                     | 22 سبتمبر 1970                                                                    | 13 سنوات و23 أيام                                                                 | Rahman IV                                                                         |                                                                                   | Alliance (المنظمة الوطنية الملايوية المتحدة)                                      |                                                                                   | عبد الرحمن حاكم نكري سمبيلن حسام الدين عالم شاه هارون بوترا إسماعيل ناصر الدين شاه عبد الحليم معظم |
| 2                                                                                 |                                                                                   | عبد الرزاق حسين (1922–1976) عن Pekan                                              | 22 سبتمبر 1970                                                                    | 14 يناير 1976                                                                     | 5 سنوات و115 أيام                                                                 | –                                                                                 |                                                                                   | Alliance (المنظمة الوطنية الملايوية المتحدة)                                      | Razak I                                                                           | يحيى بيترا الكلنتني                                                                                |
| 2                                                                                 | 1974                                                                              | عبد الرزاق حسين (1922–1976) عن Pekan                                              | 22 سبتمبر 1970                                                                    | 14 يناير 1976                                                                     | 5 سنوات و115 أيام                                                                 |                                                                                   | الجبهة الوطنية (المنظمة الوطنية الملايوية المتحدة)                                | Razak II                                                                          |                                                                                   | يحيى بيترا الكلنتني                                                                                |
| 3                                                                                 |                                                                                   | حسين أون (1922–1990) نائب عن سري ڬاديڠ ‏                                           | 15 يناير 1976                                                                     | 16 يوليو 1981                                                                     | 5 سنوات و183 أيام                                                                 | –                                                                                 |                                                                                   | الجبهة الوطنية (المنظمة الوطنية الملايوية المتحدة)                                | Hussein I                                                                         | أحمد شاه المستعين بالله                                                                            |
| 3                                                                                 | 1978                                                                              | حسين أون (1922–1990) نائب عن سري ڬاديڠ ‏                                           | 15 يناير 1976                                                                     | 16 يوليو 1981                                                                     | 5 سنوات و183 أيام                                                                 | Hussein II                                                                        |                                                                                   | الجبهة الوطنية (المنظمة الوطنية الملايوية المتحدة)                                |                                                                                   | أحمد شاه المستعين بالله                                                                            |
| 4                                                                                 |                                                                                   | مهاتير محمد (مواليد 1925) نائب عن Kubang Pasu                                     | 16 يوليو 1981                                                                     | 30 أكتوبر 2003                                                                    | 22 سنوات و107 أيام                                                                | —                                                                                 |                                                                                   | الجبهة الوطنية (المنظمة الوطنية الملايوية المتحدة)                                | Mahathir I                                                                        | إسكندر الحاج عزلن محب الدين شاه جعفر بن عبد الرحمن صلاح الدين عبد العزيز شاه سراج الدين جمل الليل  |
| 4                                                                                 | 1982                                                                              | مهاتير محمد (مواليد 1925) نائب عن Kubang Pasu                                     | 16 يوليو 1981                                                                     | 30 أكتوبر 2003                                                                    | 22 سنوات و107 أيام                                                                | Mahathir II                                                                       |                                                                                   | الجبهة الوطنية (المنظمة الوطنية الملايوية المتحدة)                                |                                                                                   | إسكندر الحاج عزلن محب الدين شاه جعفر بن عبد الرحمن صلاح الدين عبد العزيز شاه سراج الدين جمل الليل  |
| 4                                                                                 | 1986                                                                              | مهاتير محمد (مواليد 1925) نائب عن Kubang Pasu                                     | 16 يوليو 1981                                                                     | 30 أكتوبر 2003                                                                    | 22 سنوات و107 أيام                                                                | Mahathir III                                                                      |                                                                                   | الجبهة الوطنية (المنظمة الوطنية الملايوية المتحدة)                                |                                                                                   | إسكندر الحاج عزلن محب الدين شاه جعفر بن عبد الرحمن صلاح الدين عبد العزيز شاه سراج الدين جمل الليل  |
| 4                                                                                 | 1990                                                                              | مهاتير محمد (مواليد 1925) نائب عن Kubang Pasu                                     | 16 يوليو 1981                                                                     | 30 أكتوبر 2003                                                                    | 22 سنوات و107 أيام                                                                | Mahathir IV                                                                       |                                                                                   | الجبهة الوطنية (المنظمة الوطنية الملايوية المتحدة)                                |                                                                                   | إسكندر الحاج عزلن محب الدين شاه جعفر بن عبد الرحمن صلاح الدين عبد العزيز شاه سراج الدين جمل الليل  |
| 4                                                                                 | 1995                                                                              | مهاتير محمد (مواليد 1925) نائب عن Kubang Pasu                                     | 16 يوليو 1981                                                                     | 30 أكتوبر 2003                                                                    | 22 سنوات و107 أيام                                                                | Mahathir V                                                                        |                                                                                   | الجبهة الوطنية (المنظمة الوطنية الملايوية المتحدة)                                |                                                                                   | إسكندر الحاج عزلن محب الدين شاه جعفر بن عبد الرحمن صلاح الدين عبد العزيز شاه سراج الدين جمل الليل  |
| 4                                                                                 | 1999                                                                              | مهاتير محمد (مواليد 1925) نائب عن Kubang Pasu                                     | 16 يوليو 1981                                                                     | 30 أكتوبر 2003                                                                    | 22 سنوات و107 أيام                                                                | Mahathir VI                                                                       |                                                                                   | الجبهة الوطنية (المنظمة الوطنية الملايوية المتحدة)                                |                                                                                   | إسكندر الحاج عزلن محب الدين شاه جعفر بن عبد الرحمن صلاح الدين عبد العزيز شاه سراج الدين جمل الليل  |
| 5                                                                                 |                                                                                   | عبد الله أحمد بدوي (مواليد 1939 _2025) نائب عن Kepala Batas                       | 31 أكتوبر 2003                                                                    | 3 أبريل 2009                                                                      | 5 سنوات و155 أيام                                                                 | —                                                                                 |                                                                                   | الجبهة الوطنية (المنظمة الوطنية الملايوية المتحدة)                                | Abdullah I                                                                        | ميزان زين العابدين سلطان ترغكانو                                                                   |
| 5                                                                                 | 2004                                                                              | عبد الله أحمد بدوي (مواليد 1939 _2025) نائب عن Kepala Batas                       | 31 أكتوبر 2003                                                                    | 3 أبريل 2009                                                                      | 5 سنوات و155 أيام                                                                 | Abdullah II                                                                       |                                                                                   | الجبهة الوطنية (المنظمة الوطنية الملايوية المتحدة)                                |                                                                                   | ميزان زين العابدين سلطان ترغكانو                                                                   |
| 5                                                                                 | 2008                                                                              | عبد الله أحمد بدوي (مواليد 1939 _2025) نائب عن Kepala Batas                       | 31 أكتوبر 2003                                                                    | 3 أبريل 2009                                                                      | 5 سنوات و155 أيام                                                                 | Abdullah III                                                                      |                                                                                   | الجبهة الوطنية (المنظمة الوطنية الملايوية المتحدة)                                |                                                                                   | ميزان زين العابدين سلطان ترغكانو                                                                   |
| 6                                                                                 |                                                                                   | نجيب عبد الرزاق (مواليد 1953) نائب عن باكان                                       | 3 أبريل 2009                                                                      | 9 مايو 2018                                                                       | 9 سنوات و37 أيام                                                                  | —                                                                                 |                                                                                   | الجبهة الوطنية (المنظمة الوطنية الملايوية المتحدة)                                | Najib I                                                                           | ميزان زين العابدين سلطان ترغكانو عبد الحليم معظم محمد الخامس (سلطان كلنتن)                         |
| 6                                                                                 | 2013                                                                              | نجيب عبد الرزاق (مواليد 1953) نائب عن باكان                                       | 3 أبريل 2009                                                                      | 9 مايو 2018                                                                       | 9 سنوات و37 أيام                                                                  | Najib II                                                                          |                                                                                   | الجبهة الوطنية (المنظمة الوطنية الملايوية المتحدة)                                |                                                                                   | ميزان زين العابدين سلطان ترغكانو عبد الحليم معظم محمد الخامس (سلطان كلنتن)                         |
| 7                                                                                 |                                                                                   | مهاتير محمد (مواليد 1925) نائب عن Langkawi                                        | 10 مايو 2018                                                                      | 24 فبراير 2020                                                                    | 1 سنة و291 أيام                                                                   | 2018                                                                              |                                                                                   | تحالف الأمل (حزب سكان ماليزيا الأصليين المتحدين)                                  | حكومة مهاتير محمد السابعة                                                         | محمد الخامس (سلطان كلنتن) عبد الله أحمد شاه                                                        |
| كان رئيس الوزراء مهاتير محمد رئيس الوزراء المؤقت وقتها. (24 فبراير - 1 مارس 2020) | كان رئيس الوزراء مهاتير محمد رئيس الوزراء المؤقت وقتها. (24 فبراير - 1 مارس 2020) | كان رئيس الوزراء مهاتير محمد رئيس الوزراء المؤقت وقتها. (24 فبراير - 1 مارس 2020) | كان رئيس الوزراء مهاتير محمد رئيس الوزراء المؤقت وقتها. (24 فبراير - 1 مارس 2020) | كان رئيس الوزراء مهاتير محمد رئيس الوزراء المؤقت وقتها. (24 فبراير - 1 مارس 2020) | كان رئيس الوزراء مهاتير محمد رئيس الوزراء المؤقت وقتها. (24 فبراير - 1 مارس 2020) | كان رئيس الوزراء مهاتير محمد رئيس الوزراء المؤقت وقتها. (24 فبراير - 1 مارس 2020) | كان رئيس الوزراء مهاتير محمد رئيس الوزراء المؤقت وقتها. (24 فبراير - 1 مارس 2020) | كان رئيس الوزراء مهاتير محمد رئيس الوزراء المؤقت وقتها. (24 فبراير - 1 مارس 2020) | كان رئيس الوزراء مهاتير محمد رئيس الوزراء المؤقت وقتها. (24 فبراير - 1 مارس 2020) | عبد الله أحمد شاه                                                                                  |
| 8                                                                                 |                                                                                   | محيي الدين ياسين (مواليد 1947) نائب عن Pagoh                                      | 1 مارس 2020                                                                       | 16 أغسطس 2021                                                                     | 1 سنة و169 أيام                                                                   | —                                                                                 |                                                                                   | التحالف الوطني (حزب سكان ماليزيا الأصليين المتحدين)                               | Muhyiddin                                                                         | عبد الله أحمد شاه                                                                                  |
| كان رئيس الوزراء محيي الدين ياسين رئيس الوزراء المؤقت آنذاك. (16-21 أغسطس 2021)   |                                                                                   |                                                                                   |                                                                                   |                                                                                   |                                                                                   |                                                                                   |                                                                                   |                                                                                   |                                                                                   | عبد الله أحمد شاه                                                                                  |
| 9                                                                                 |                                                                                   | إسماعيل صبري يعقوب (مواليد 1960) نائب عن Bera                                     | 21 أغسطس 2021                                                                     | 24 نوفمبر 2022                                                                    | 1 سنة و96 أيام                                                                    | —                                                                                 |                                                                                   | الجبهة الوطنية (المنظمة الوطنية الملايوية المتحدة)                                | Ismail Sabri                                                                      | عبد الله أحمد شاه                                                                                  |
| 10                                                                                |                                                                                   | أنور إبراهيم (مواليد 1947) نائب عن Tambun                                         | 24 نوفمبر 2022                                                                    | في المنصب                                                                         | 2 سنوات و235 أيام                                                                 | 2022                                                                              |                                                                                   | تحالف الأمل (حزب عدالة الشعب)                                                     | Anwar                                                                             | عبد الله أحمد شاه إبراهيم إسماعيل (سلطان جوهر)                                                     |